# Amphiroa fragilissima
Amphiroa fragilissima é o nome botânico  de uma espécie de algas vermelhas pluricelulares do gênero Amphiroa.
São algas marinhas encontradas na África, Ásia, em ilhas do Caribe, Pacífico e Índico, e na Austrália.